# Liste des routes nationales de la république du Congo
Pour les articles homonymes, voir RN.
Les routes nationales sont, en république du Congo, des voies importantes qui relient des portions importantes du territoire.
Leur usage est gratuit, sauf lors du franchissement de certains ouvrages d’art soumis à péage. Elles sont ouvertes à tous les véhicules.
Certains tronçons de certaines routes sont trop dégradés pour être utilisables, certains sont difficilement utilisables toutes l’année, d’autres sont inutilisables durant la saison des pluies, et certains sont en assez bon état.

## Routes nationales
| RN  | Villes traversées                                      | Distance (km) | Frontière             |
| --- | ------------------------------------------------------ | ------------- | --------------------- |
| RN1 | Brazzaville - Kinkala - Nkayi - Dolisie - Pointe-Noire | 651,63        |                       |
| RN2 | Brazzaville - Gambona - Oyo - Owando - Makoua - Ouesso | 830,65        |                       |
| RN3 | Dolisie - Kibangou - Ngongo (Niari)                    |               | Nyanga (Gabon)        |
| RN4 | Madingo-Kayes, Pointe-Noire, Tchamba Nzassi            |               | Cabinda (Angola)      |
| RN5 | Madingo-Kayes, Nzambi                                  |               | Ndindi - Lagune Banio |
| RN6 | Mall, Mandzi                                           |               |                       |